# Джинхо
Джо Джин-хо (на корейски: 조진호), мононимно познат като Джинхо, е южнокорейски певец и член на южнокорейската момчешка група Pentagon под „Cube Entertainment“. Той е бивш стажант на „SM Entertainment“ и член на проектната група „SM The Ballad“.

## Живот и кариера
Джо Джин-хо е роден в Теджон, Южна Корея на 17 април 1992 г. На 15-годишна възраст той живее в Китай в продължение на осем месеца поради семейството, работата и връзката.

### 2008 – 2014: Everysing win и SM the Ballad
През 2008 г. Джинхо спечели първо място в конкурса за SM Everysing. По-късно става стажант през кастинговата система на SM Entertainment през същата година. През ноември 2010 г. Джинхо дебютира като член на SM The Ballad заедно с Kyuhyun на Super Junior, Jonghyun на Shinee и Jay на TraxX. Въпреки страхотния прием, дебютното EP на групата достига номер едно в класациите, той не участва в никакви други дейности с агенцията след промоции за групата, сключена през същата година.

### Напускане на SM Entertainment и дебют с Pentagon
През 2015 г. Джинхо напуска SM Entertainment и започва работа като преподавател по пеене в Modern K Academy. Modern K Academy го насърчили на кастинг в Cube, тъй като техният изпълнителен директор имал тесни връзки с Cube Entertainment и имаше ръка в създаването на Pentagon, отговарял за развитието на таланта. През февруари той е част от група за вокален проект, „Seorin-dong Children“ с Хюи и друга певица. Те пуснаха римейк на Lee Won-jin и Ryu Keum-deok на класиката от 1994 г. „For All the New Lovers. Първоначално групата не е трябвало да се състои от тях, но след като получи добър отговор от Cube Artist Development за записаното ръководство, компанията реши да ги пусне на сайтове за стрийминг.
Продължавайки през процеса на прослушване, Джинхо участва в Pentagon Maker, достигайки до крайния състав и дебютира с групата на 10 октомври 2016 г.
През 2017 г. той стартира личен проект, озаглавен „Magazine Ho“, в който пуска корици в различни жанрове и езици в последния месец. С този проект той е работил и е представил други изпълнители като CLC's Sorn, (G) I-dle's Jeon So-yeon и на Pentagon – Hongseok, Shinwon, Hui и Kino.
Джинхо провежда първия си мини концерт на живо на 17 март, което е част от неговия проект за обложките с песни „Magazine Ho“.
На 17 декември 2018 г. Cube обяви втория му мини концерт на живо „Magazine Ho Vol.2-Ready Ho“ на 19 януари в Art Hall на Ilchi и се разпродава за секунди. Членовете Hongseok и Kino присъстваха като специални гости по време на концерта.

## Любопитно
- Той може да свири на пиано и китара
- Известен е като най-сладък мъничък голям брат
- Той е наистина добър във високите ноти
- Джинхо е много добър в рапирането, но не рапира за групата
- Джинхо участва в мюзикъл, наречен „All Shook Up“[1]

## Дискография
| Заглавие                                                       | Година         | Класации       | Продажби (DL)  | Албум                                |                |                |
| Заглавие                                                       | Година         | KOR            | Продажби (DL)  | Албум                                |                |                |
| Collaborations                                                 | Collaborations | Collaborations | Collaborations | Collaborations                       | Collaborations | Collaborations |
| -------------------------------------------------------------- | -------------- | -------------- | -------------- | ------------------------------------ | -------------- | -------------- |
| "시작되는 연인들을 위해" (서린동 아이들 (с Hui & Yongjoo)      | 2015           | —              | N/A            | 시작되는 연인들을 위해               |                |                |
| Happy Winter Song (с Hui)                                      | 2016           | —              | N/A            | United Cube Project Part 2           |                |                |
| You Are (с Hui, Hongseok, Shinwon, Yeo One, Yan An, Kino)      | 2016           | —              | N/A            | Pentagon                             |                |                |
| Thank You (с Hui)                                              | 2017           | —              | N/A            | Ceremony                             |                |                |
| All My Heart (진심) (с Hui)                                    | 2019           | —              | N/A            | MBC What Is The First Place? Part 1  |                |                |
| As featured artist                                             |                |                |                |                                      |                |                |
| Perception (K.SHIN с участието на 황성대, Mush (Jinho as Mush) | 2016           | —              | N/A            | Seed of Love                         |                |                |
| Always (Jung Il-hoon с Jinho)                                  | 2018           | —              | N/A            | Big Wave                             |                |                |
| Soundtrack appearances                                         |                |                |                |                                      |                |                |
| Just A Little Bit More (조금만 더) (с Rothy)                   | 2018           | —              | N/A            | 'What's Wrong with Secretary Kim OST |                |                |
| Miss U (с Hui and Kino)                                        | 2019           |                | N/A            | On The Campus OST                    |                |                |
| How Can I Do (с Hui and Wooseok)                               | 2019           |                | N/A            | Welcome to Waikiki 2 Part 4 OST      |                |                |
|                                                                |                |                |                |                                      |                |                |

## Награди и номинации
| Година | Награждение                      | Категория                   | Резултат | Бележки |
| ------ | -------------------------------- | --------------------------- | -------- | ------- |
| 2019   | I'm CELUV's 100th Special Awards | Fatal Attraction (손해배상) | Спечелил |         |